# Thác Tranh
Thác Tranh hay Thác Suối Tranh là thác trên suối Tranh ở vùng đất xã Dương Tơ, thành phố Phú Quốc, tỉnh Kiên Giang, Việt Nam.
Thác Tranh ở phía nam Cảng hàng không Phú Quốc chỗ vòng xoay ra cỡ 2 km đường thẳng. Tuy nhiên để lên thác cần ra đường trục phía tây đảo, sau đó đi theo đường núi cỡ 2 km. Khu vực thác hiện đã xây dựng thành Khu du lịch Suối Tranh, có đủ tiện ích dịch vụ phục vụ.
Vượt lên trên thác cheo leo là Hang Dơi, một thắng cảnh hang hiếm hoi ở vùng đảo. Khung cảnh nơi đây trong lành, mát mẻ và có hàng chục ngàn con dơi 
Một số văn liệu đã viết nhầm các tên thành suối Chanh và thác Chanh. Trong số đó có Bản đồ các tỷ lệ  và bản biên tập dựa theo bản đồ đó, là "Giáo án địa lý miền tây Nam Bộ" bản điện tử gọi là "Suối Chanh (Phú Quốc)".

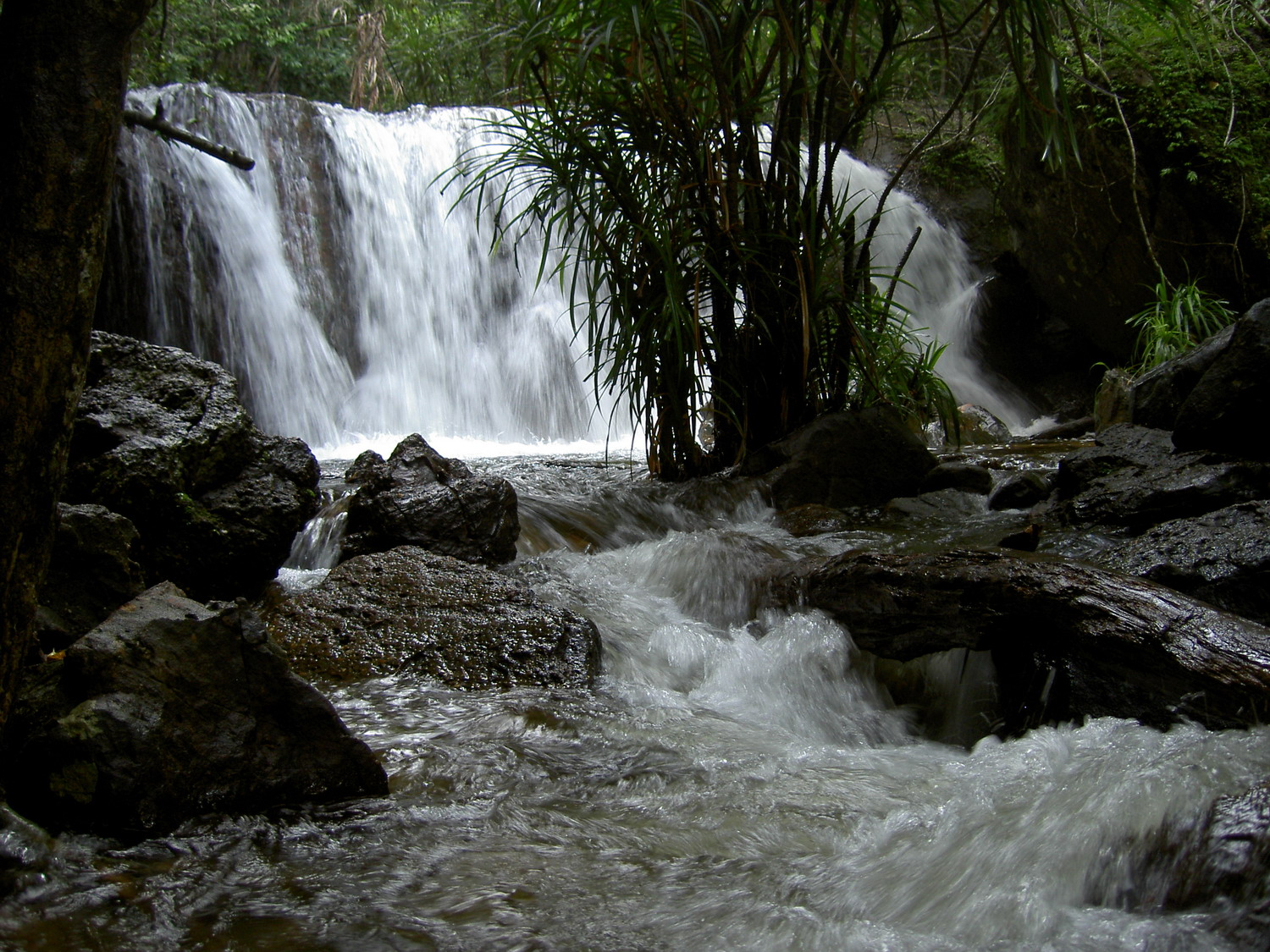
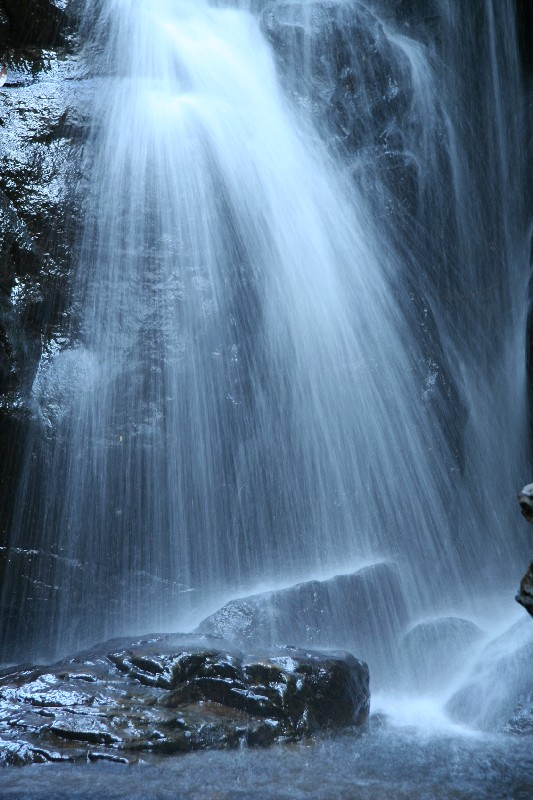